# Campeonato Peruano de Voleibol Masculino de 2019 - Série A
A Liga Nacional de Voleibol Masculino de 2019 - Série A por questões de patrocínio Liga Nacional de Voleibol Masculino "Copa Movistar" foi a 16ª edição desta competição organizada pela FPV. Participaram do torneio nove equipes provenientes de cinco regiões peruanas, ou seja, de Callao (região), Tacna (província), Ancash (região), Lambayeque (região) e Lima (região).

## Equipes participantes
| Equipe                | Cidade                    | Última participação | Temporada 2018 |
| --------------------- | ------------------------- | ------------------- | -------------- |
| Peerless              | Lima                      | A1 2018             | 2º             |
| Unilever              | Lima                      | A1 2018             | 4º             |
| Regatas Lima          | Lima                      | A1 2018             | 1º             |
| DC Asociados de Tacna | Tacna                     | A1 2018             | 5º             |
| Junior Callao         | Callao                    | A1 2018             | 6º             |
| Deportivo Fishland    | Nuevo Chimbote (distrito) | A1 2018             | 7º             |
| Sparteam Voley        | Lima                      | A1 2018             | 3º             |
| San Antonio           | Lima                      | Estreante           | -              |
| Talentos de Chiclayo  | Chiclayo                  | Estreante           | -              |

## Fase classificatória

### Classificação
- Vitória por 3 sets a 0 ou 3 a 1: 3 pontos para o vencedor;
- Vitória por 3 sets a 2: 2 pontos para o vencedor e 1 ponto para o perdedor.
- Não comparecimento, a equipe perde 2 pontos.
- Em caso de igualdade por pontos, os seguintes critérios servem como desempate: número de vitórias, média de sets e média de pontos.

|  |                                           |
|  | Equipes classificadas para às semifinais. |

|     |                       |     | Jogos | Jogos | Jogos | Resultados | Resultados | Resultados | Resultados | Resultados | Resultados | Sets | Sets | Sets   | Pontos | Pontos | Pontos |
| Pos | Equipe                | Pts | T     | V     | D     | 3–0        | 3–1        | 3–2        | 2–3        | 1–3        | 0–3        | V    | P    | R      | V      | P      | R      |
| --- | --------------------- | --- | ----- | ----- | ----- | ---------- | ---------- | ---------- | ---------- | ---------- | ---------- | ---- | ---- | ------ | ------ | ------ | ------ |
| 1   | Peerless              | 24  | 8     | 8     | 0     | 6          | 2          | 0          | 0          | 0          | 0          | 24   | 2    | 12,000 | 650    | 448    | 1.451  |
| 2   | Regatas Lima          | 19  | 8     | 6     | 2     | 5          | 1          | 0          | 1          | 1          | 0          | 21   | 7    | 3,000  | 664    | 502    | 1.323  |
| 3   | Unilever              | 18  | 8     | 6     | 2     | 5          | 0          | 1          | 1          | 1          | 0          | 21   | 8    | 2.625  | 673    | 568    | 1.185  |
| 4   | Sparteam Voley        | 17  | 8     | 6     | 2     | 3          | 2          | 1          | 0          | 0          | 2          | 18   | 10   | 1.800  | 635    | 545    | 1.165  |
| 5   | Junior Callao         | 9   | 8     | 3     | 5     | 0          | 2          | 1          | 1          | 1          | 3          | 12   | 19   | 0.632  | 612    | 704    | 0.869  |
| 6   | DC Asociados de Tacna | 8   | 8     | 3     | 5     | 0          | 1          | 2          | 1          | 0          | 4          | 11   | 20   | 0.550  | 593    | 684    | 0.867  |
| 7   | San Antonio           | 7   | 8     | 2     | 6     | 1          | 1          | 0          | 1          | 2          | 3          | 10   | 19   | 0.526  | 573    | 657    | 0.872  |
| 8   | Deportivo Fishland    | 6   | 8     | 2     | 6     | 0          | 1          | 1          | 1          | 0          | 5          | 8    | 21   | 0.381  | 539    | 659    | 0.818  |
| 9   | Talentos de Chiclayo  | 0   | 8     | 0     | 8     | 0          | 0          | 0          | 0          | 4          | 4          | 4    | 24   | 0.167  | 524    | 690    | 0.759  |

#### 1ª Rodada
| Data   | Hora  |                         | Placar |                       | Set 1 | Set 2 | Set 3 | Set 4 | Set 5 | Total  | Relatório |
| ------ | ----- | ----------------------- | ------ | --------------------- | ----- | ----- | ----- | ----- | ----- | ------ | --------- |
| 9 out  | 19:00 | 'Unilever'              | 3–0    | Junior Callao         | 25–14 | 25–15 | 25–11 |       |       | 75–40  | 75–40     |
| 9 out  | 20:30 | 'Regatas Lima'          | 3–1    | San Antonio           | 25–9  | 21–25 | 25–8  | 25-20 |       | 96–42  | 96–62     |
| 11 out | 19:00 | Unilever                | 2–3    | ' Sparteam Voley'     | 27–29 | 25–21 | 15–25 | 25-23 | 13-15 | 105–75 | 105–113   |
| 11 out | 20:30 | 'Peerless'              | 3–0    | San Antonio           | 25–13 | 25–17 | 25–19 |       |       | 75–49  | 75–49     |
| 17 out | 19:00 | 'Deportivo Fishland'    | 3–1    | Talentos de Chiclayo  | 22–25 | 25–23 | 25–23 | 25-11 |       | 97–71  | 97–82     |
| 17 out | 20:30 | 'DC Asociados de Tacna' | 3–2    | Junior Callao         | 25–20 | 19–25 | 27–29 | 28-26 | 15-12 | 114–74 | 114–112   |
| 18 out | 19:00 | 'DC Asociados de Tacna' | 3–2    | San Antonio           | 25–23 | 20–25 | 25–18 | 15-25 | 15-9  | 100–66 | 100–100   |
| 18 out | 20:30 | Talentos de Chiclayo    | 1–3    | ' Junior Callao'      | 18–25 | 21–25 | 25–21 | 18-25 |       | 82–71  | 82–96     |
| 19 out | 16:00 | 'Regatas Lima'          | 3–0    | Talentos de Chiclayo  | 25–17 | 25–15 | 25–14 |       |       | 75–46  | 75–36     |
| 19 out | 18:00 | 'Peerless'              | 3–0    | DC Asociados de Tacna | 25–22 | 25–17 | 25–7  |       |       | 75–46  | 75–46     |
| 19 out | 18:00 | 'Unilever'              | 3–0    | Deportivo Fishland    | 25–20 | 25–14 | 25–22 |       |       | 75–56  | 75–56     |
| 20 out | 14:30 | 'DC Asociados de Tacna' | 3–1    | Talentos de Chiclayo  | 25–23 | 21–25 | 25–21 | 25-3  |       | 96–69  | 96–72     |

#### 2ª Rodada
| Data   | Hora  |                       | Placar |                       | Set 1 | Set 2 | Set 3 | Set 4 | Set 5 | Total  | Relatório |
| ------ | ----- | --------------------- | ------ | --------------------- | ----- | ----- | ----- | ----- | ----- | ------ | --------- |
| 20 out | 16:30 | 'San Antonio'         | 3–0    | Deportivo Fishland    | 25–19 | 25–17 | 25–19 |       |       | 75–55  | 75–55     |
| 24 out | 19:00 | 'Junior Callao'       | 3–1    | San Antonio           | 25–21 | 20–25 | 25–19 | 25-20 |       | 95–65  | 95–85     |
| 24 out | 20:30 | Deportivo Fishland    | 0–3    | ' Sparteam Voley'     | 16–25 | 26–28 | 22–25 |       |       | 64–78  | 64-78     |
| 25 out | 19:00 | 'Regatas Lima'        | 3–0    | Deportivo Fishland    | 25–4  | 25–12 | 25–17 |       |       | 75–33  | 75–33     |
| 25 out | 20:30 | 'Peerless'            | 3–0    | Junior Callao         | 25–11 | 25–14 | 25–16 |       |       | 75–41  | 75–44     |
| 26 out | 18:00 | Junior Callao         | 0–3    | ' Regatas Lima'       | 21–25 | 14–25 | 16–25 |       |       | 51–75  | 51–75     |
| 26 out | 19:30 | Deportivo Fishland    | 0–3    | ' Peerless'           | 9–25  | 12–25 | 11–25 |       |       | 32–75  | 32–75     |
| 27 out | 14:30 | 'Junior Callao'       | 3–2    | Deportivo Fishland    | 25–21 | 14–25 | 25–18 | 24-26 | 15-11 | 103–64 | 103–101   |
| 27 out | 16:30 | 'Sparteam Voley'      | 3–0    | San Antonio           | 25–18 | 25–16 | 25–18 |       |       | 75–52  | 75–52     |
| 31 out | 19:00 | 'Sparteam Voley'      | 3–0    | Talentos de Chiclayo  | 25–19 | 25–23 | 25–18 |       |       | 75–60  | 75–60     |
| 31 out | 20:30 | 'Regatas Lima'        | 3–0    | DC Asociados de Tacna | 25–9  | 25–20 | 26–24 |       |       | 76–53  | 76–53     |
| 1 nov  | 19:00 | DC Asociados de Tacna | 0–3    | ' Sparteam Voley'     | 17–25 | 12–25 | 12–25 |       |       | 41–75  | 41–75     |

#### 3ª Rodada
| Data   | Hora  |                       | Placar |                       | Set 1 | Set 2 | Set 3 | Set 4 | Set 5 | Total  | Relatório |
| ------ | ----- | --------------------- | ------ | --------------------- | ----- | ----- | ----- | ----- | ----- | ------ | --------- |
| 1 nov  | 20:30 | 'Unilever'            | 3–0    | Talentos de Chiclayo  | 25–19 | 25–23 | 25–18 |       |       | 75–60  | 75–60     |
| 2 nov  | 16:00 | 'Deportivo Fishland'  | 3–2    | DC Asociados de Tacna | 21–25 | 13–25 | 25–20 | 25-17 | 15-9  | 99–70  | 99–96     |
| 2 nov  | 18:00 | Talentos de Chiclayo  | 0–3    | ' Peerless'           | 13–25 | 14–25 | 19–25 |       |       | 46–75  | 46–75     |
| 3 nov  | 14:30 | DC Asociados de Tacna | 0–3    | ' Unilever'           | 12–25 | 23–25 | 12–25 |       |       | 47–75  | 47–75     |
| 3 nov  | 14:30 | San Antonio           | 3–1    | Talentos de Chiclayo  | 25–17 | 23–25 | 25–18 | 28-26 |       | 101–60 | 101–86    |
| 6 nov  | 20:00 | 'Peerless'            | 3–0    | Sparteam Voley        | 25–21 | 25–16 | 25–22 |       |       | 75–59  | 75–59     |
| 8 nov  | 19:00 | 'Unilever'            | 3–2    | Regatas Lima          | 23–25 | 25–19 | 19–25 | 25-18 | 17-15 | 109–69 | 109–102   |
| 8 nov  | 20:30 | 'Sparteam Voley'      | 3–1    | Junior Callao         | 25–19 | 25–16 | 22–25 | 25-11 |       | 97–60  | 97–71     |
| 13 nov | 19:00 | 'Peerless'            | 3–1    | Unilever              | 25–13 | 23–25 | 25–20 | 28-26 |       | 101–58 | 101–84    |
| 13 nov | 20:30 | 'Regatas Lima'        | 3–0    | Sparteam Voley        | 25–21 | 27–25 | 25–17 |       |       | 77–63  | 77–63     |
| 15 nov | 19:00 | San Antonio           | 0–3    | ' Unilever'           | 19–25 | 13–25 | 17–25 |       |       | 49–75  | 49–75     |
| 15 nov | 19:00 | Regatas Lima          | 1–3    | ' Peerless'           | 25–22 | 23–25 | 25–27 | 15-25 |       | 88–74  | 88–99     |

## Fase final

### Semifinais
Jogo de ida
| Data   | Hora  |                | Placar |                | Set 1 | Set 2 | Set 3 | Set 4 | Set 5 | Total  | Relatório |
| ------ | ----- | -------------- | ------ | -------------- | ----- | ----- | ----- | ----- | ----- | ------ | --------- |
| 20 nov | 19:00 | 'Peerless'     | 3–0    | Sparteam Voley | 25–14 | 25–19 | 25–21 |       |       | 75–54  | 75–54     |
| 20 nov | 20:30 | 'Regatas Lima' | 3–1    | Unilever       | 25–21 | 25–15 | 28–30 | 25-15 |       | 103–66 | 103–81    |

Jogo de volta
| Data   | Hora  |                | Placar |                 | Set 1 | Set 2 | Set 3 | Set 4 | Set 5 | Total | Relatório |
| ------ | ----- | -------------- | ------ | --------------- | ----- | ----- | ----- | ----- | ----- | ----- | --------- |
| 22 nov | 19:00 | Unilever       | 1–3    | ' Regatas Lima' | 25–20 | 22–25 | 23–25 | 13-25 |       | 83–70 | 83–95     |
| 22 nov | 20:30 | Sparteam Voley | 0–3    | ' Peerless'     | 16–25 | 23–25 | 21–25 |       |       | 60–75 | 60–75     |

### Terceiro lugar
Jogo de ida
| Data   | Hora  |                | Placar |          | Set 1 | Set 2 | Set 3 | Set 4 | Set 5 | Total  | Relatório |
| ------ | ----- | -------------- | ------ | -------- | ----- | ----- | ----- | ----- | ----- | ------ | --------- |
| 27 nov | 19:00 | Sparteam Voley | 2–3    | Unilever | 25–18 | 22–25 | 20–25 | 25-22 | 9-15  | 101–68 | 101–105   |

Jogo de volta
| Data   | Hora  |          | Placar |                   | Set 1 | Set 2 | Set 3 | Set 4 | Set 5 | Total | Relatório |
| ------ | ----- | -------- | ------ | ----------------- | ----- | ----- | ----- | ----- | ----- | ----- | --------- |
| 29 nov | 19:00 | Unilever | 1–3    | ' Sparteam Voley' | 18–25 | 28–30 | 25–9  | 19-25 |       | 90–64 | 90–89     |

Jogo extra
| Data  | Hora  |          | Placar |                   | Set 1 | Set 2 | Set 3 | Set 4 | Set 5 | Total  | Relatório |
| ----- | ----- | -------- | ------ | ----------------- | ----- | ----- | ----- | ----- | ----- | ------ | --------- |
| 2 dez | 19:00 | Unilever | 2–3    | ' Sparteam Voley' | 25–19 | 23–25 | 25–12 | 23-25 | 14-16 | 110–56 | 110–97    |

### Final
Jogo de ida
| Data   | Hora  |            | Placar |              | Set 1 | Set 2 | Set 3 | Set 4 | Set 5 | Total | Relatório |
| ------ | ----- | ---------- | ------ | ------------ | ----- | ----- | ----- | ----- | ----- | ----- | --------- |
| 27 nov | 20:30 | 'Peerless' | 3–2    | Regatas Lima | 15–25 | 25–23 | 25–16 | 19-25 | 15-11 | 99–64 | 99–100    |

Jogo de volta
| Data   | Hora  |                | Placar |          | Set 1 | Set 2 | Set 3 | Set 4 | Set 5 | Total | Relatório |
| ------ | ----- | -------------- | ------ | -------- | ----- | ----- | ----- | ----- | ----- | ----- | --------- |
| 29 nov | 20:30 | 'Regatas Lima' | 3–1    | Peerless | 25–15 | 18–25 | 25–17 | 25-20 |       | 93–57 | 93–77     |

Jogo extra
| Data  | Hora  |          | Placar |                 | Set 1 | Set 2 | Set 3 | Set 4 | Set 5 | Total | Relatório |
| ----- | ----- | -------- | ------ | --------------- | ----- | ----- | ----- | ----- | ----- | ----- | --------- |
| 2 dez | 20:30 | Peerless | 0–3    | ' Regatas Lima' | 23–25 | 24–26 | 17–25 |       |       | 64–76 | 64–76     |

## Classificação final
| Posição           | Equipe                | Classificação/rebaixamento                               |
| ----------------- | --------------------- | -------------------------------------------------------- |
| Medalha de ouro   | Regatas Lima          | Sul-Americano de Clubes de 2020--> · LNSV 2020 - Série A |
| Medalha de prata  | Peerless              | LNSV 2020 - Série A                                      |
| Medalha de bronze | Sparteam Voley        | LNSV 2020 - Série A                                      |
| 4                 | Unilever              | LNSV 2020 - Série A                                      |
| 5                 | Junior Callao         | LNSV 2020 - Série A                                      |
| 6                 | DC Asociados de Tacna | LNSV 2020 - Série A                                      |
| 7                 | San Antonio           | LNSV 2020 - Série A                                      |
| 8                 | Deportivo Fishland    | LNSV 2020 - Série A                                      |
| 9                 | Talentos de Chiclayo  | LNSV 2020 - Série A                                      |

## Premiações
| LNSV 2019                                |
| ---------------------------------------- |
| Regatas Lima Campeão (2° título Peruano) |

### Individuais
As atletas que se destacaram individualmente foram:
| Melhor central     | Daniel Urueña     | Peerless     |
| Melhor ponteiro    | Jonathan Mercedes | Peerless     |
| 2° Melhor ponteiro | Japón Vargas      | Regatas Lima |
| Melhor oposto      | Eduardo Romay     | Regatas Lima |
| Melhor levantador  | Bruno Stucchi     | Unilever     |
| Melhor líbero      | Martín Flores     | Unilever     |